# 19 Batalion Budowlany
19 Batalion Budowlany – jednostka służby kwaterunkowo-budowlanej Wojska Polskiego.
Batalion sformowany został w 1952 roku w Oleśnicy, według etatu 19/20. Utrzymywany był poza normą wojska. 
Jednostka podlegała szefowi Zarządu Budownictwa Wojskowego Nr 4. W sierpniu 1952 roku, będąc już w podporządkowaniu dowódcy 4 Brygady Budowlanej, 19 bbud przeformowany został na etaty 19/30, o stanie 863 wojskowych i 2 cywili.
Wiosną 1953 roku batalion przeniesiono do Chełma, a we wrześniu rozformowano.